# Storm Corrosion
Storm Corrosion bio je zajednički glazbeni projekt Mikaela Åkerfeldta iz švedskog sastava Opeth i Stevena Wilsona, britanskog samostalnog izvođača i frontmena sastava Porcupine Tree. Åkerfeldt i Wilson počeli su surađivati 2001. kad je Wilson postao producent Opethova petog studijskog albuma Blackwater Park. Godine 2010. zajedno su počeli pisati pjesme za novi projekt, a jedini studijski album skupine, također nazvan Storm Corrosion, 8. svibnja 2012. objavila je diskografska kuća Roadrunner Records.
Uradak je dobio pohvale kritičara i označio je preokret u Åkerfeldtovu i Wilsonovu glazbenom radu. Budući da nisu željeli osnovati supergrupu progresivnoga metala, odlučili su se poslužiti projektom kako bi istražili ezoteričnije glazbene stilove nadahnute radovima sastava Comus i glazbenika Scotta Walkera. Album nije podržan turnejom ni koncertnim nastupima, a s obzirom na to da glazbenici nisu ugovorili planove za buduću suradnju, odlučili se posvetiti zasebnim glazbenim projektima.

## Povijest

### Osnivanje
Mikael Åkerfeldt prvi je put čuo za Stevena Wilsona sredinom 1990-ih kad mu je najbolji prijatelj, Jonas Renkse, reproducirao album ‘’The Sky Moves Sideways’’ Porcupine Treeja. Nekoliko godina kasnije, nakon što mu je francuski novinar dao primjerak Opethova albuma Still Life, Wilson je odlučio kontaktirati s Åkerfeldtom i poslao mu je e-mail. Na koncu su se našli na večeri u Londonu, tijekom koje je Åkerfeldt zatražio Wilsona da bude producent idućeg Opethovog albuma.
Na toj su večeri također prvi put raspravljali o mogućoj glazbenoj suradnji. Nakon sastanka u Londonu Åkerfeldt i Wilson započeli su dugogodišnje glazbeno partnerstvo. Wilson je producirao iduća tri Opethova albuma – Blackwater Park, Deliverance i Damnation – a zaslužan je i za miksanje Opethovih albuma Damnation, Heritage i Pale Communion. Godine 2005. Åkerfeldt je gitarskim i vokalnim dionicama doprinio osmom albumu Porcupine Treeja pod imenom ‘’Deadwing’’. Porcupine Tree i Opeth bili su glavni izvođači na sjevernoameričkoj turneji koja se održala u ljeto 2003. Iako su glazbenu suradnju najavili već 2006., zajedno su na mahove počeli pisati pjesme tek u ožujku 2010. U početku je Mike Portnoy, bivši bubnjar Dream Theatera, trebao sudjelovati u projektu, no na koncu mu se nije pridružio jer su Åkerfeldt i Wilson smatrali da u glazbi neće biti dovoljno mjesta za bubnjeve. Početkom 2011. službeno je objavljeno da će ime projekta biti Storm Corrosion.

### Storm Corrosion(2010. – 2012.)
Nakon više od godine dana pisanja pjesama prvi je album Storm Corrosiona dovršen u rujnu 2011. U veljači 2012. objavljeno je da je potpisan ugovor s Roadrunner Recordsom, da će ime uratka biti istovjetno imenu projekta i da će biti objavljen 24. travnja. Datum objave kasnije je odgođen na 8. svibnja. Åkerfeldt je na albumu svirao gitaru, a Wilson se usredotočio na sviranje klavijatura i aranžiranje pjesama. Gavin Harrison iz Porcupine Treeja svirao je bubnjeve, premda se bubnjevi pojavljuju na samo petnaestak posto albuma. I Åkerfeldt i Wilson bili su zadovoljni suradnjom i istaknuli su da nikad nije dolazilo do umjetničkih nesuglasica i da su projektu doprinijeli „točno pola-pola“. Wilson je izjavio da je album dovršetak trilogije koju još čine Opethov uradak Heritage i Wilsonov samostalni album Grace for Drowning; sva su tri albuma objavljena između 2011. i 2012.
Prva pjesma objavljena za promidžbu uratka je "Drag Ropes", a pojavila se 24. travnja na YouTubeu. Album je dobio pozitivne kritike i bio je nominiran za Progovu nagradu Album godine i nagradu Grammy u kategoriji najboljeg albuma prostornog zvuka. Åkerfeldt i Wilson odlučili su da neće odlaziti na turneje niti uživo izvoditi pjesme snimljene za projekt, premda je Wilson odsvirao „Drag Ropes“ na nekoliko samostalnih koncerata tijekom promidžbene turneje za njegov album Hand. Cannot. Erase. Iako su obojica pokazali zanimanje za ponovnu suradnju, izjavili su da ne postoje planovi za nove pjesme pod imenom Storm Corrosion.
Godine 2019. Åkerfeldt je komentirao da je s Wilsonom razgovarao o mogućem drugom albumu.

## Glazbeni stil
Iako su poznati kao frontmeni u žanrovima heavy metala i progresivnog rocka, Mikael Åkerfeldt i Steven Wilson nisu željeli da Storm Corrosion bude progresivna metal supergrupa. U ranom intervjuu vezanom za projekt Wilson je izjavio da glazba ne zvuči kao išta što su on i Åkerfeldt dotad snimili, pa tako ni kao Opethov album Damnation, premda je mnogo obožavatelja pomislilo da će najviše zvučati poput tog uratka. Umjesto toga odlučili su se poslužiti tim projektom kako bi se bavili ezoteričnijim glazbenim žanrovima nadahnuti izvođačima kao što su Comus, Popol Vuh, Univers Zero, Steve Reich, David Crosby, Talk Talk i Scott Walker.
Glazba Storm Corrosiona nazivana je ambijentalnom, epskom, hipnotizirajućom i orkestralnom. U priopćenju za tisak za promidžbu prvog albuma Åkerfeldt je glazbu opisao „pomalo zastrašujućom, umarajućom, dubokom i podosta intenzivnom". U intervjuu s Face Cultureom Wilson je uradak opisao "blagim, čudnim i jezivim“. Kritičari su za pjesme na albumu izjavili da odišu „jezivom tamom koja podsjeća na eksperimentalnu avangardu iz 1970-ih natopljenu drogama“, da zvuče „pomaknuto“ i „eksperimentalno“ i da je u njima prisutan "tekuć i prostran zvuk s utjecajima narodne glazbe".

## Diskografija
Studijski albumi
- Storm Corrosion (2012.)